# Lorenzo Gafà
Lorenzo Gafà (Vittoriosa, 1630 vagy 1638 – Vittoriosa, 1703 vagy 1704) máltai építész, a barokk stílus legtökéletesebb képviselője a szigeteken. Nevének írott változatai még: Gafa, Cafa ill. Cafà. Testvére a szobrász Melchiorre Gafà.

## Élete
Rendkívül kevés információval rendelkezünk róla. Vittoriosa városában született, és itt is élt haláláig. Kőfaragóként részt vett 1661-ben a żebbuġi Szent Fülöp-templom kórusának, 1666-ban a vittoriosai Szent Scolastica-templom oltárának, majd a domonkos templom Szent Péter-oltárának, később a vallettai Szent Miklós templom oltárának építésében. 1664-től ugyan már önálló megbízásai is vannak, ugyanakkor 1671-ben még szobrászként jellemzi önmagát. Legfontosabb munkái a mdinai katedrális és püspöki palota építése voltak. Nagy kedvvel kísérletezett kupolákkal, ennek eredményeként később többet át kellett építeni. A Szent János Lovagrend bizalmát is élvezte, ezt jelzi capomastro-i (főépítész) kinevezése. Szülővárosában halt meg.

## Művei

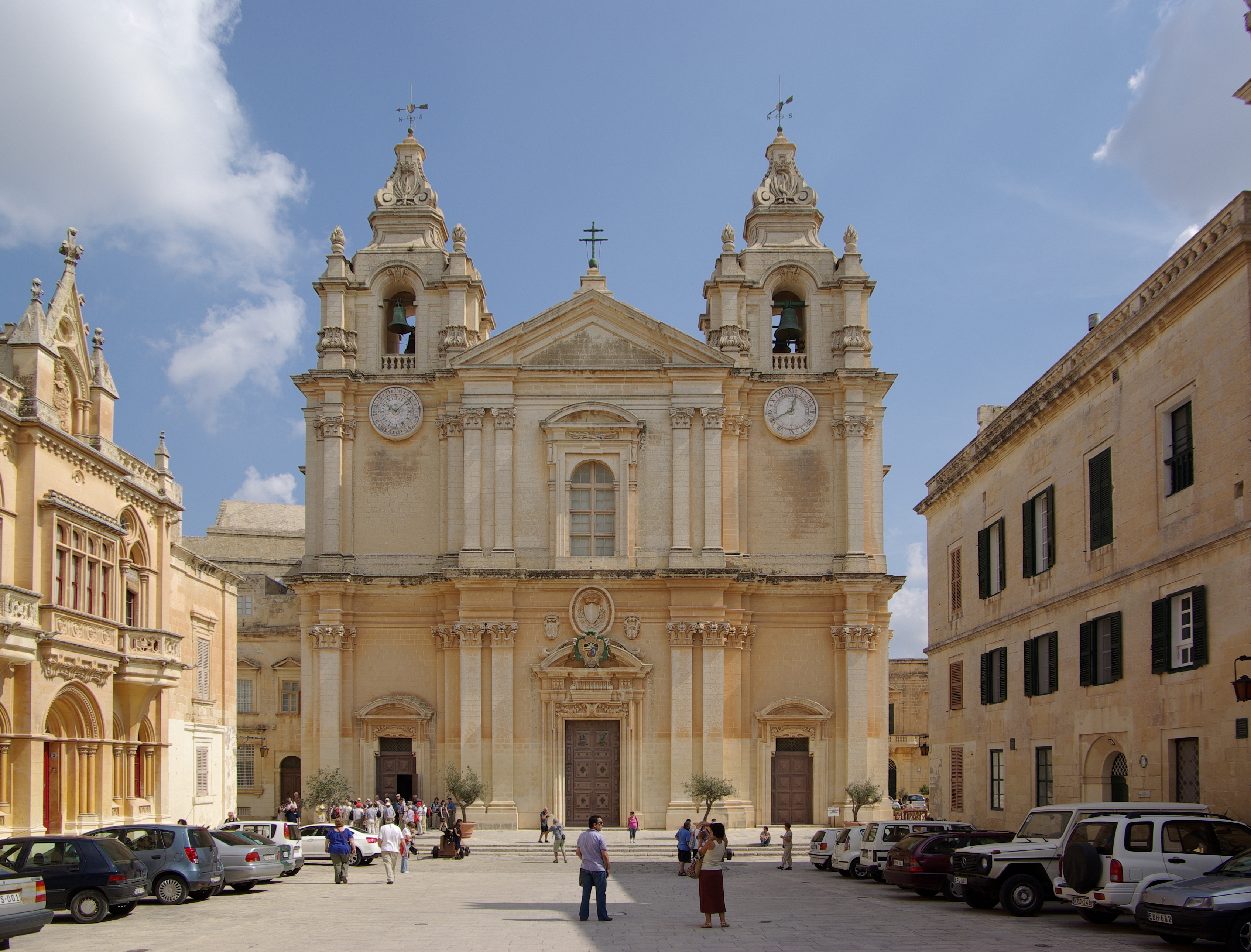
Mdina, Szent Pál-társkatedrális

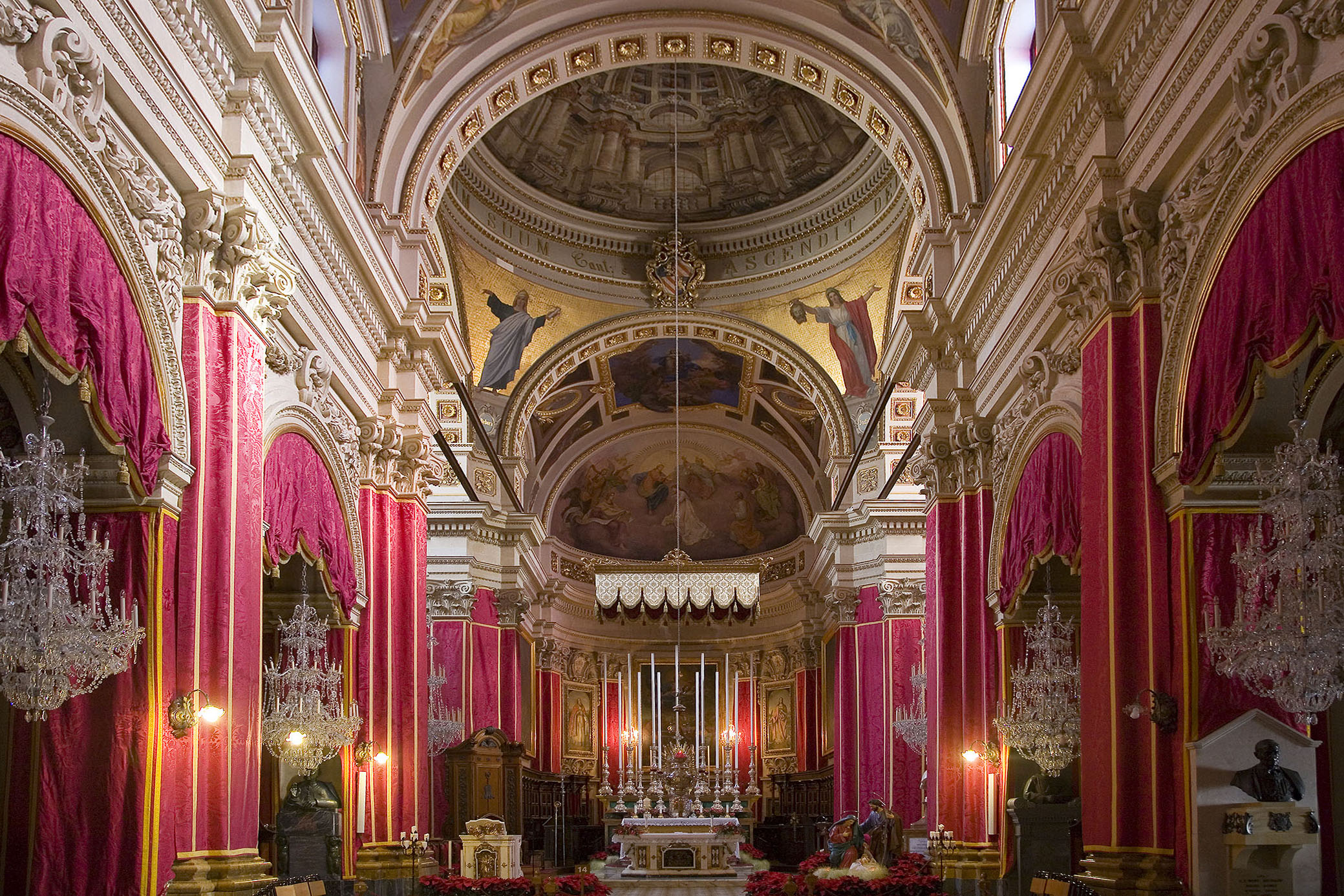
Rabat, a Szűz Mária-katedrális belső tere

- Szent Pál-templom (Rabat, 1664-1683)
- Hajótörött Szent Pál (Valletta, 1666-1680)
- Karmelita templom (Notabile/Mdina, 1668-1672)
- Sarria-templom (Floriana, 1676)
- Szent Miklós-templom (Siġġiewi, 1676-1693)
- S. Scolastica (Vittoriosa, 1679)
- Szent Rókus-templom (Valletta, 1680 k.)
- Püspöki Palota (Notabile, 1680-tól)
- Szent Lőrinc-templom (Vittoriosa, 1681-1697)
- Szent Péter mártír-templom (Marsaxlokk, 1682)
- A Szent György-templom kupolája (Qormi, 1684)
- Szűz Mária-templom (Qrendi, 1685-haláláig)
- Tal-Ħlas temploma (ma Qormi, 1690)
- Szent Katalin-templom (Żejtun, 1692-haláláig)
- Szent Pál-társkatedrális (Notabile, 1697-től)
- Szűz Mária-katedrális (Rabat, 1697)
- Győzelmes Miasszonyunk-templom (Valletta, 1699)